# Hydrillodes metisilis
Hydrillodes metisilis är en fjärilsart som beskrevs av Walker 1859. Hydrillodes metisilis ingår i släktet Hydrillodes och familjen nattflyn. Inga underarter finns listade i Catalogue of Life.